# Meritites I
Meritites I (26e eeuw v.Chr.) was de tweede vroeg-dynastieke koningin van de 4e dynastie van Egypte en regeerde aan de zijde van koning (farao) Snofroe en waarschijnlijk nadien van Choefoe (Cheops). Zij was de moeder van de latere farao Chefren.
Men heeft lang gedacht dat Meritetes I een dochter van Snofroe was, maar intussen wordt zij eerder als diens gemalin beschouwd. De enig zekere archeologische bewijzen voor haar naam en titels bestaan uit een inmiddels verloren geraakt schijndeurfragment en reliëfstukken uit de dubbele mastaba G 7110-7120 in Gizeh. Waarschijnlijk horen daar ook nog reliëfbrokstukken bij die in de kapel van de bij de Piramide van Cheops horende koninginnenpiramide G I-b zijn gevonden en in de nabije omgeving daarvan.

## Familie
In Meritites' titulatuur worden drie koningen herkend. Men heeft lange tijd gedacht dat zij de dochter van Snofroe was, maar aangezien zij met betrekking tot hem en tot zijn opvolger Cheops dezelfde titels draagt, neemt men intussen aan dat zij eerst een bijvrouw van Snofroe was en na diens dood als hofdame in de omgeving van Cheops bleef en zijn gemalin werd. Als Snofroe haar tot gemalin nam moet zij toen nog erg jong zijn geweest, want uit haar tweede huwelijk met Cheops stammen minstens twee kinderen, waarschijnlijk wel vier.
Een van die kinderen was een dochter met de naam Hetepheres II, zoals is af te leiden uit reliëfstukken afkomstig van haar mastaba. Deze dochter Hetepheres was eerst gehuwd met Kawab, een zoon van Snofroe, en na diens dood met de zoon en opvolger van Cheops, Radjedef.
Als tweede kind van Meritetes en Cheops wordt de latere koning Chefren beschouwd, aangezien hij de derde koning is die in een titel van Meritetes opduikt. In diens bewindsperiode stierf zij op hoge leeftijd.
Andere dochters van haar waren Hardedef en Baufre.

## Graf

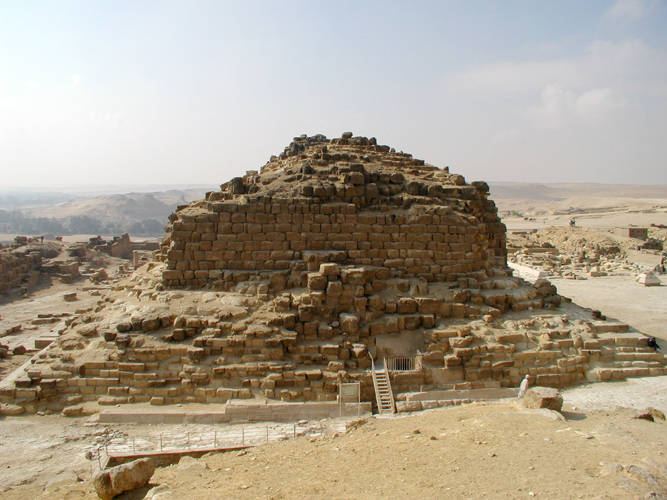
De koniginnenpiramide G I-b

Kaart van het piramidecomplex

Als graftombe van Meritites wordt de middenste der drie koningspiramiden (G I-b) oostelijk van de Piramide van Cheops aanzien. Reliëfdelen met een toepasselijke en typische titel voor haar duiden daarop, zoals die in de kapel van deze piramide en in de omgeving ervan zijn aangetroffen. De piramide bestaat uit kalksteenblokken en heeft een zijdelengte van ongeveer 48 m. De oorspronkelijke hoogte lag rond de 30,5 m.
De vorige Egyptische koningin was mogelijk Hetepheres I. Opvolgster van Meritites I was Chentetenka.

## Titels
Van Meritites I zijn als koninginnentitels bekend:
- Grote vrouwe van de hetes-scepter van Snofroe (wrt-hetes-nt-snfrw),
- Grote vrouwe van de hetes-scepter van Choefoe (wrt-hetes-nt-khwfw),
- Koninklijke vrouwe, zijn geliefde (hmt-nisw meryt.f),
- Aan de zijde van Horus (kht-hrw)
- Geliefde gemalin onder de twee vrouwen (sm3yt-mry-nbty) (zie ook:Twee Vrouwen)
- Koninklijke dochter(s3t-niswt)

Op een stele in Gizeh is deze tekst aangaande Meritites opgetekend (Mariette):
Koninklijke vrouwe, zijn geliefde, Aan de zijde van Horus, Mertitites. Koninklijke vrouwe, zijn geliefde, Mertitites; Geliefde gemalin onder de twee godinnen; Zij die gebiedt en het wordt voor haar gedaan. Groot in de gunst van Snefr[u]; Groot in de gunst van Khuf[u], Aan de zijde van Horus, Geëerd onder Khafre. Merti[tit]es. [Breasted]